# Présidence du gouvernement (Tunisie)
Pour les articles homonymes, voir Présidence du gouvernement.
La Présidence du gouvernement (arabe : رئاسة الحكومة), est le siège du chef du gouvernement tunisien.
Kamel Madouri la dirige depuis le 8 août 2024.

## Organisation
- Secrétaire général du gouvernement
- Chargé de mission auprès du chef du gouvernement pour la supervision de la Commission supérieure des marchés et du Comité de suivi et d'enquête
- Directeur de cabinet du chef du gouvernement
- Services du conseiller juridique et de la législation

## Établissements sous tutelle
De nombreuses institutions sont rattachées administrativement à la Présidence du gouvernement :
- Institutions constitutionnelles :
  - Tribunal administratif ;
  - Cour des comptes ;
- Institutions religieuses :
  - Mufti de la République ;
  - Conseil islamique supérieur ;
- Établissements publics à caractère administratif :
  - École nationale d'administration ;
  - Archives nationales de Tunisie ;
- Entreprises et établissements publics à caractère non-administratif :
  - Imprimerie officielle de la République tunisienne ;
  - Centre d'information, de formation, d'étude et de documentation sur les associations.

Le chef du gouvernement préside le gouvernement de la République tunisienne.

## Chef du gouvernement
Le chef du gouvernement préside le gouvernement de la République tunisienne.
Il siège au Dar El Bey, palais situé sur la place de la Kasbah, en périphérie de la médina de Tunis.

### Historique
La fonction succède à celle de grand vizir existant durant la période beylicale et le protectorat français.
Le poste est occupé par Kamel Madouri, sous le mandat de Kaïs Saïed, président de la République.